# Egybolis formosa
Egybolis formosa är en fjärilsart som beskrevs av Blanchard 1845. Egybolis formosa ingår i släktet Egybolis och familjen nattflyn. Inga underarter finns listade i Catalogue of Life.